# Nagcarlan
Nagcarlan est une localité de la province de Laguna, aux Philippines. En 2015, elle compte 63 057 habitants.